# Dominique Lemonnier
Dominique Lemonnier, de son nom d'artiste Solrey, est une violoniste, devenue directrice artistique et musicale et cheffe d'orchestre française.
En 2010, elle subit une opération cérébrale pour un anévrisme mais l'intervention est suivie de complications. Elle se réveille avec une paralysie de la main gauche qui l'oblige à abandonner à terme sa carrière au violon.
Elle est l'épouse du compositeur Alexandre Desplat et a travaillé avec lui sur de nombreux projets en tant que violoniste ou directrice artistique.

## Biographie
Dominique Lemonnier grandit à Caen (Calvados). Initiée très jeune à la musique, elle commence à pratiquer le piano aux alentours de 3 ans et le violon dès l'âge de 5-6 ans, instrument pour lequel elle montre rapidement de grandes prédispositions. La jeune fille apprécie également le cinéma, notamment les films d'art et essai.
À 14 ans, Dominique Lemonnier commence sa carrière de soliste. 
Toujours attirée par le milieu du cinéma, la jeune violoniste participe à plusieurs enregistrements de musique de film. C'est au cours d'un de ces travaux qu'elle fait la connaissance d'Alexandre Desplat. Les deux musiciens se marient.  
Dominique Lemonnier intègre l'orchestre philharmonique de Radio France.
En 2005, elle fonde le Traffic Quintet avec quatre de ses collègues de l'orchestre. Spécialisé dans la musique de film, le quintette travaille étroitement avec d'Alexandre Desplat.
En 2010, Dominique Lemonnier est opérée au cerveau pour un anévrisme. Des complications surviennent durant l'intervention et la violoniste se réveille avec des séquelles, dont une paralysie du bras et de la main gauche.
Pendant plusieurs années, Dominique Lemonnier travaille à la rééducation de la motricité de sa main gauche et tente de jouer du violon avec ses deux doigts valides. Toutefois, elle cesse de pratiquer cet instrument en 2016,.
Poursuivant ses activités musicales malgré l'abandon du violon, elle s'investit dans la direction d'orchestre et officie pour plusieurs formations, notamment dans son répertoire de la musique de film.

## Collaboration avec Alexandre Desplat

### Violoniste et interprète de musiques de film
Dominique Lemonnier rencontre Alexandre Desplat lors de l'enregistrement chez Coluche de l'une des premières musiques de film de Desplat, en l'occurrence pour le film Le Souffleur de Franck Le Witta.
Dominique Lemonnier a profondément influencé le style d'Alexandre Desplat. À ses débuts, le compositeur peinait à intégrer des instruments à cordes frottées dans ses orchestrations. Il estimait que ceux-ci étaient trop « sentimentaux ». Opposée à cette vision, la violoniste lui montre alors les possibilités offertes par ces instruments. Elle insiste notamment sur leur rôle fondamental puisqu'ils forment une matière sonore continue. Cette capacité à maintenir l'intensité sonore permet ainsi un accompagnement plus total des images.

### Écriture, mise en scène et direction artistique de l'opéraEn silence
En 2019, Solrey participe à la création de l'opéra de chambre En Silence aux côtés d'Alexandre Desplat. Les deux artistes écrivent ensemble le livret de l’œuvre, adaptation de la nouvelle En silence de l'écrivain japonais prix Nobel de littérature Yasunari Kawabata. Solrey s'occupe également de la mise en scène et de la direction artistique tandis qu'Alexandre Desplat compose la musique,.
D'abord présenté au Grand théâtre de Luxembourg puis aux Bouffes-du-Nord au printemps 2019, l'opéra est monté au theâtre ROHM de Kyoto l'année suivante,,.
Cette création artistique résonne particulièrement avec l'histoire personnelle de Dominique Lemonnier. La nouvelle décrit en effet la vie d'un écrivain privé d'écriture après une paralysie de la main droite. Les thèmes principaux, tels que la privation pour un artiste des moyens d'exprimer son art ou la résilience, rejoignent donc les épreuves auxquelles la musicienne a dû faire face.

## Traffic quintet
Le Traffic quintet est une formation de musique de chambre (quintette à cordes) spécialisée dans le répertoire de la musique de film.
Si la formation voit le jour en 2005, son origine remonte a une collaboration initiale entre Dominique Lemonnier et quatre collègues instrumentistes sur la musique du film Un héros très discret composée par Alexandre Desplat. La formation en quintette avait en effet intéressée Alexandre Desplat et Dominique Lemonnier aux vues des possibilités artistiques et de l’éclectisme qu'elle rendait possible. Lorsque l'occasion de relancer cette collaboration entre les six artistes voient le jour, les protagonistes se retrouvent et pérennisent leur collaboration,.
Sur le plan musical, Dominique Lemonnier indique que le choix de la formation en quintette a permis de donner une place prédominante au violoncelle. La présence d'une contrebasse pour assurer la partie basse des compositions libère le violoncelle de cette tâche et permet d'employer pleinement l'instrument dans un rôle mélodique. De plus, la contrebasse étant un instrument typique de styles musicaux comme le jazz, la formation en quintette permet à l'ensemble de diversifier ses registres musicaux au-delà de la musique classique.

## Directrice artistique et musicale

### Divine Féminin
En 2009, Dominique Lemonnier créé le spectacle Divine Féminin avec le Traffic quintet.

### Ciao Casanova
Ciao Casanova est créé à la Fenice et en parallèle de la Mostra de Venise sur l'initiative de la Fondation Cartier. Solrey, à qui la fondation a donné carte blanche, propose une réflexion sur le personnage de Casanova et sa place dans le cinéma et la musique, avec en toile de fond un questionnement sur les positions des hommes et des femmes dans ces arts.

## Cheffe d'orchestre
Après sa paralysie, Dominique Lemonnier oriente ses activités musicales vers la direction d'orchestres et d'ensembles.
En 2023, elle a dirige l'Opéra et ballet national de Norvège dans le cadre de la production du ballet d'Alan Lucien Øyen Nothing Personal.

## Rapport au handicap et abandon du violon
Après sa paralysie, Dominique Lemonnier tente pendant plusieurs années de rejouer du violon. Elle s'astreint à une rééducation poussée et travaille la mobilité de sa main gauche pendant environ 4 ans. Elle ne parvient toutefois pas à retrouver suffisamment de motricité dans son annulaire et son auriculaire. Trop handicapée par l'absence de ces deux doigts, elle décide d'abandonner définitivement la pratique de l’instrument au cours de l'année 2015.
En interview, l'artiste évoque la difficulté à accepter de ne plus pouvoir s'exprimer à travers un instrument qui l'accompagnait depuis son enfance et la souffrance engendrée par cette situation. Elle explique par exemple ne pas avoir pu écouter de violon durant un temps ou ressentir l'absence de son étui à violon lors de ses déplacements.
Malgré ces écueils, Dominique Lemonnier se reconstruit artistiquement grâce au cinéma et au soutien de ses collègues. Le pianiste Alain Planès accepte qu'elle réalise un film documentaire sur lui. Cette collaboration se révèle autant cinématographique que musicale et permet à Dominique Lemonnier de concevoir la musique et sa pratique artistique selon des pistes nouvelles.
Dans cette optique, son activité de cheffe d'orchestre lui a également permis de dépasser l'épreuve de l'arrêt du violon. Elle explique par exemple envisager le jeu des cordes frottées davantage en lien avec le jeu d'archet (main droite) que la virtuosité (main gauche). Cette perspective la conduit ainsi à s'intéresser de manière plus réfléchie aux nuances et aux intensités sonores produites par les formations orchestrales.

## Vie privée
Dominique Lemonnier est l'épouse d'Alexandre Desplat. Le couple a deux enfants : l'actrice Antonia Desplat et la productrice Ninon Desplat.